# Föreningen för kvinnans politiska rösträtt i Kisa
Föreningen för kvinnans politiska rösträtt i Kisa köping, även kallad Kisaföreningen för kvinnans politiska rösträtt, var Kisas lokalförening inom Landsföreningen för kvinnans politiska rösträtt (LKPR). Föreningen bildades 1906 och var verksam lokalt i Kisa för införandet av kvinnors rösträtt i Sverige.
Bland aktiviteterna fanns föredrag, samkväm, insamling av medel och förhandlingar om samarbete med andra organisationer. 

## Historik
Föreningen för kvinnans politiska rösträtt i Kisa bildades 30 mars 1906. I maj samma år höll Jenny Wallerstedt ett offentligt föredrag om internationella kvinnokongressen i Köpenhamn 1906 och i november höll Anna Lindhagen ett offentligt föredrag om "Kvinnans politiska rösträtt". Under 1907 höll Gertrud Adelborg ett föredrag om "Mors ansvar". Under 1909 hölls två  föreläsningar av Jenny Velander och Frigga Carlberg om "Kvinnans politiska rösträtt. År 1911 lade Kisaföreningen ner sin verksamhet.

## Ordförande
- 1906–1910: Ingeborg Sjögren